# 吳保初
吳保初（1869年—1913年），字彥復，又字君遂，號嬰公、又号北山，安徽廬江人，曾任主事，支持戊戌維新，維新四公子之一。長女吳弱男，女婿章士釗、次女吳亞男。父親吳長慶為淮軍名將，曾任浙江提督。

## 簡介
光绪十年（1884），吳長慶病重，吳保初驰往待疾，事闻于朝廷，特旨褒嘉，且授主事。服丧期满入京師，分兵部学习。光绪二十一年（1895）补授刑部山东司主事，旋派充贵州司主稿、秋审处帮办，任职期间不畏权势，力平董裕氏冤狱。
光绪二十三年（1897）鉴于甲午戰爭之败，保初乃上《陈时事疏》，直“以亡国之说，告之于皇上”。冀其“怵危亡”而“谋富强”，被刑部尚书刚毅压下未报，保初乃愤然引疾南归，然而他的奏疏在上海报纸登了出来，以致出了大名。
他未去职以前早有维新思想，梁启超初入京才24岁，保初即视为“奇士”，并向文渊阁大学士孙家鼐力荐，梁因此得入自强书局。戊戌变法前后，他著文痛论阻挠新法之害。变法失败后，谭嗣同等戊戌六君子被斬殺，他时已南归，又写《哭六君子》诗并“为亡人讼冤”。
辛丑以后他又入京上疏归政权给光绪帝，他同时写信给袁世凯劝其“行桓文之事”，主旨在于支持光绪帝实行变法。袁曾在长庆幕府，与保初有兄弟之交，袁显贵以后，保初勉以“君王神武丁多故，好建奇功答圣时”，但袁不采纳，赠以重金，保初亦斥而不受。
光绪三十一年（1905）东渡日本，舟过玄海滩时，有“舟人那识伤心地，遥指前程是马关”（《乙巳游日本绝句》）之句，赋诗寄慨，忧伤国事。他又在苏报案中，保护过入狱革命派的章太炎，于是革命党也认为朋友。他既维新又革命，还和先维新后保皇黨的康南海、梁啟超保持联系。等到党禁和缓，保初始悄然回天津，不久即患中风，手足偏废，对于国事就少过问了。
宣统三年春南归上海，卧床两载，民国2年（1913）春病逝，葬沪静安寺侧。其长婿章士钊请章太炎、康有为为之撰墓表、墓志，本来还想请康有为再为之书丹，康则谓：“寐叟健在，某岂敢为？”（见王森然《近现代名家评传》）后由康有为撰写墓志，沈曾植书丹。

## 外部連結
- 从沈曾植为吴保初墓志书丹说开去（页面存档备份，存于），戴家妙
- 《乙巳游日本绝句》 鉴赏